# نظم الخرائط المحمولة

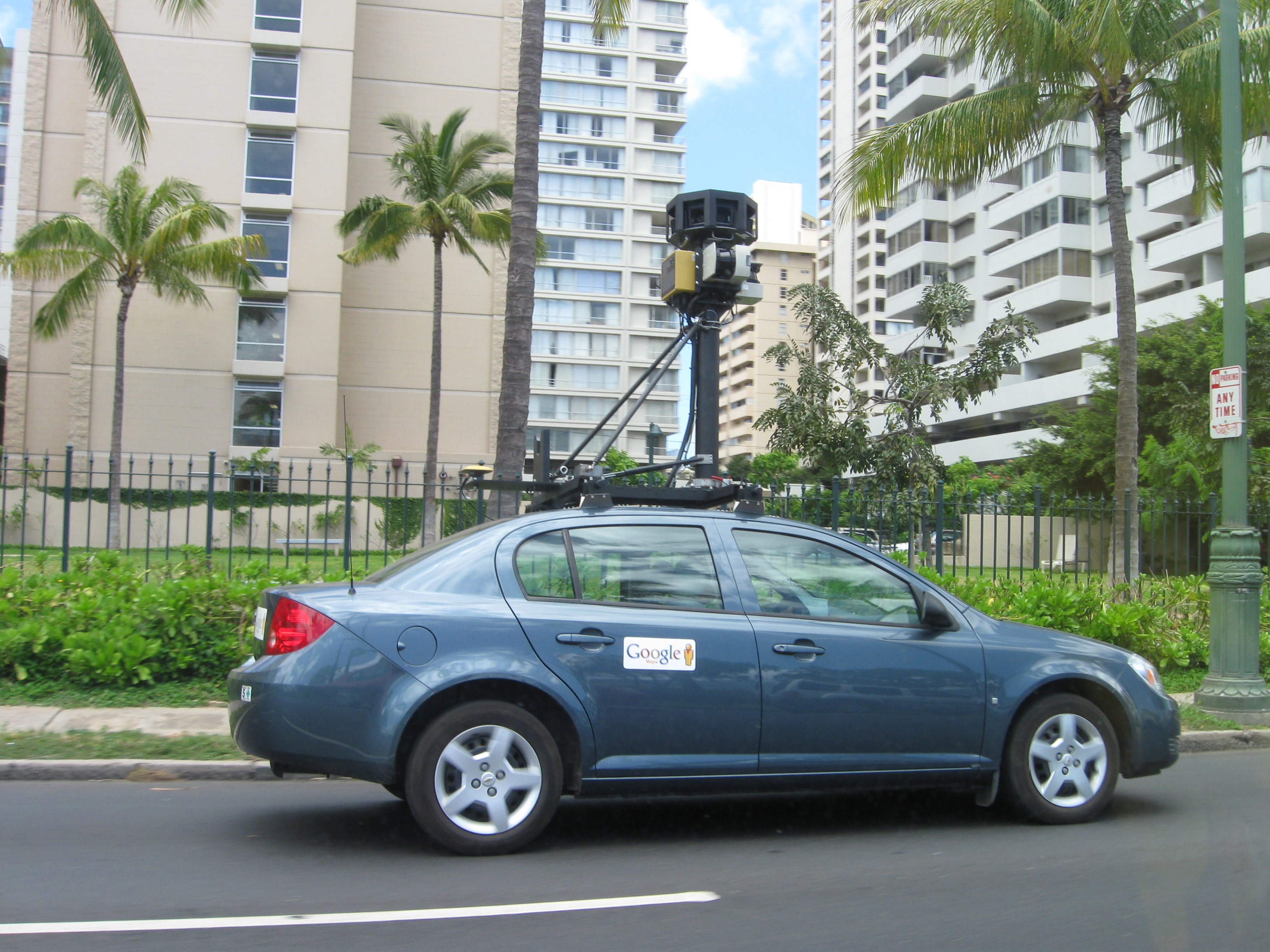
سيارة جوجل الذكية في شوارع هاواي الأمريكية. تعتمد هذه السيارة على أجهزة الخرائط المحمولة في تحديد الاتجاهات

نظم الخرائط المحمولة ((بالإنجليزية: Mobile Mapping Systems)‏ أو اختصارا MMS: تعتبر من التقنيات المساحية الحديثة، يتكون الجهاز بصورة عامة يتكون من جهاز GPS لتحديد الإحداثيات، بالإضافة إلى جهاز قصور ذاتي لقياس الحركة و الاتجاه عند فقد اشارات نظام الإحداثيات في حالة الأنفاق مثلا، كما يحتوي على كاميرا أو مجموعة كاميرات رقمية، بالإضافة إلى قياس ماسح ليزر.

## أنواع أجهزة الخرائط المحمولة
هناك نوعان من هذه الأجهزة هما:
1. compact (مُدمج): حيث تكون كل الأجهزة مجمعة داخل اطار أو جهاز واحد متكامل.
2. hybrid (مهجن) حيث يمكن فصل جهاز الماسح الليزري مثلا والعمل به منفردا. تعتمد هذه التقنية علي القياس أثناء الحركة حيث يتم تركيب الجهاز علي سيارة أو علي مركب في النيل مثلا ومن هنا جاء اسم هذه التقنية.

في كلا نوعي الأجهزة فأن مبدأ أو فلسفة العمل كالاتي: جهاز الماسح بالليزر يقوم بقياس المسافات بصفة مستمرة و بكثافة عالية جدًا إلى كل الأهداف (في حدود مسافة معينة) أثناء حركة الجهاز، لكل نقطة سيكون إحداثياتها مرصودة من خلال الجي بي أس. وفي نفس الوقت فأن مجموعة الكاميرات تلتقط صور تغطي 360 درجة من موضع الجهاز بما يسمح بعد ذلك بتوقيع الصور و النقط المقاسة ليتم تجميع البيانات غير المكانية، من خلال برنامج المعالجة المكتبي. يتم عمل تصنيف لجميع الأهداف الظاهرة علي الصور (شجر ، طريق ، علامات مرور ، مباني ..... الخ)؛ بحيث يمكن وضع كل نوع في طبقة منفصلة وسيكون لكل هدف منهم إحداثياته الحقيقية ثلاثية الأبعاد. بما يسمح أيضا بعمل المجسمات ثلاثية الأبعاد لكل المنطقة التي تم مسحها. وغالبا فأن كل البرامج تسمح بتصدير النتائج في صورة طبقات نظم المعلومات الجغرافية مباشرة وخاصة بصيغة ايزري العالمية.